# FTH1-abhängige Eisenüberladung
Die FTH1-abhängige Eisenüberladung ist eine sehr seltene angeborene Form der Hämochromatose (Typ 5).
Synonyme sind: Eisenüberladung, autosomal dominant; Hämochromatose Typ 5
Die Erstbeschreibung stammt aus dem Jahre 2001 durch die japanischen Ärzte  Junji Kato, Koshi Fujikawa, Megumi Kanda und Mitarbeiter.

## Verbreitung
Die Häufigkeit wird mit unter 1 zu 1.000.000 angegeben, bislang wurde erst über eine Familie berichtet. Die Vererbung erfolgt autosomal-dominant.

## Ursache
Der Erkrankung liegen Mutationen im FTH1-Gen auf Chromosom 11 Genort q12.3 zugrunde, welches für das Ferritin heavy chain Element des Eisenspeicher-Proteins Ferritin kodiert.

## Klinische Erscheinungen
Es handelte sich um Zufallsbefunde bei hinsichtlich der Eisenüberladung symptomlosen Betroffenen.
Diagnose und Behandlung entspricht dem in Hämochromatose Beschriebenen.